# Dioscorea reticulata
Dioscorea reticulata là một loài thực vật có hoa trong họ Dioscoreaceae. Loài này được Gay mô tả khoa học đầu tiên năm 1854.